# الحياة (قناة مسيحية)
قناة الحياة؛ هي قناة فضائية تبشيرية، تعمل بالشراكة مع منظمة «جويس ماير التبشيرية» الأمريكية، بدأت البث في عام 2003 م، ويعد القمص زكريا بطرس أبرز وجوهها، ويعاونه في القناة عدد من المتنصرين المصريين والمغاربة.

## برامج القناة
تنقسم أنواع البرامج التي تقدم على القناة إلى نوعين:

### برامج مسيحية
وهي البرامج التي تختص بالقيادة الروحية والإيمان المسيحي ودراسة الكتاب المقدس وفقرات الترانيم. وهي تتبع في الغالب المذهب الإنجيلي وهي إما عربية مثل برنامج ربنا يقدر أو أجنبية مدبلجة كبرنامج استمتع بحياتك كل يوم لجويس ماير فقط.

### برامج تنتقد الدين الإسلامي
تقدم القناة برامج ناقدة تقوم على انتقاد الدين الإسلامي والرسول محمد، بأسلوب يعتبره الناس غير لائق، أثار الكثير من الجدل، ولم يرضي الكثير من المطلعين لنقدها، مما أدى إلى تناول موضوعها في بعض البرامج الاجتماعية. كما حظيت باهتمام وتغطية من قنوات عالمية. من برامجها سؤال جريء الذي يقدمه المتنصر المغربي الأخ رشيد.

## إيقاف برامج زكريا بطرس
في يوليو من العام 2010 م، أبلغت منظمة «جويس ماير التبشيرية» قناة الـ بي بي سي عربي (BBC Arabic) أنها ستوقف بث برامج زكريا بطرس، في رسالة جاء فيها:
جاءت رسالة منظمة «جويس ماير» إلى تلفزيون بي بي سي عربي، في إطار إعداد القناة لفيلم وثائقي عن المتنصرين في العالم العربي، ضمن سلسلة برنامج «ما لا يقال» الوثائقية. وقد سعى فريق البرنامج إلى لقاء المسؤولين في قناة الحياة، التي تعمل في سرية تامة، وتحيط العاملين بها بإجراءات أمنية مشددة، ليستفسر منهم عن تفاصيل أسباب إيقاف برامج زكريا بطرس، غير أن الرد على كل محاولات الفريق، كان يقابل بالرفض من قبل المسؤولون عن القناة، متحججين بأن ذلك راجع «لأسباب أمنية». من ثم؛ توجه فريق عمل البرنامج إلى منظمة «جويس ماير»، لعلاقة الشراكة الموجودة بينها وبين قناة الحياة، ولكنها رفضت بدورها.